# Il profumo della dignità
Il profumo della dignità è un romanzo scritto da Angela Covelli, stampato nel gennaio 2020. Il libro fa parte della collana "quaderni di vita fuori dal carcere", ideato da un progetto della diocesi di Andria intitolato "SENZA SBARRE" che attua la misura alternativa al carcere di comunità.
Nel libro viene narrata, in terza persona, la storia di un ragazzo senegalese Sakho Mamadou, il primo ad essere stato affidato al progetto "SENZA SBARRE". 

## Trama
Mamadou arriva in Italia all'età di 11 anni con tanti sogni nel cassetto soprattutto quello di diventare un calciatore. Tra mille difficoltà riesce a coronare quel sogno, giocando in diverse squadre, in Sardegna e a Treviso. Durante questi anni conosce una ragazza, dieci anni più grande di lui, se ne innamora perdutamente tanto da andare a vivere insieme. Purtroppo però, dopo una serie di problemi, le loro strade si dividono e questo porta Mamadou a compiere azioni non belle tanto da conoscere il carcere. In carcere decide di diventare cristiano, conosce 2 sacerdoti che fanno parte del progetto "SENZA SBARRE" e decide di prenderne parte.  